# Арутуа
Арутуа (фр. Arutua, остров Рюрика) — атолл в северо-западной части Туамоту (Французская Полинезия). Расположен в 40 км к юго-востоку от Рангироа.

## География
Атолл имеет форму круга диаметром 29 км. Главное поселение — Раутини. Арутуа состоит из 57 маленьких островков, или моту, площадью 15 км². В центре расположена большая лагуна, в которой выращивается жемчуг.

## История
Остров был открыт голландским путешественником Якобом Роггевеном в 1722 году. В 1816 году мимо острова проплывал русский путешественник Отто Евстафьевич Коцебу, назвавший атолл цепь «Рюрика» в честь своего экспедиционного судна — брига «Рюрик». 23 апреля с салинга была замечена цепочка островов, соединенных рифами. Острова рифа в то время вероятно были необитаемыми, потому что на них не было обнаружено никаких признаков присутствия людей, только густой лес. Бриг прошел вдоль всей северной части рифа, описав и картографировав его острова. По состоянию моря южнее, Коцебу предположил что там расположена большая лагуна, но исследовать атолл более подробно ему не позволил изменившийся ветер.

## Административное деление
Острова Арутуа, Апатаки и Каукура образуют коммуну Арутуа, которая входит в состав административного подразделения Туамоту-Гамбье.
| Остров или риф | Площадь суши, км² | Площадь лагуны, км² | Население, чел. (2007) | Административный центр |
| -------------- | ----------------- | ------------------- | ---------------------- | ---------------------- |
| Арутуа         | 14                | 484                 | 725                    | Раутини                |
| Апатаки        | 20                | 706                 | 492                    | Ниутахи                |
| Каукура        | 11                | 434                 | 542                    | Раитахи                |
| Коммуна Арутуа | 45                | 1 624               | 1759                   | Раутини                |

## Население
Численность населения Арутуа — 680 человек (2012). Основное занятие местных жителей — производство копры.